# Władysław Godowski
Władysław Godowski herbu Odrowąż (ur. 1842 we Lwowie, zm. 1910) – polski architekt związany ze Lwowem.

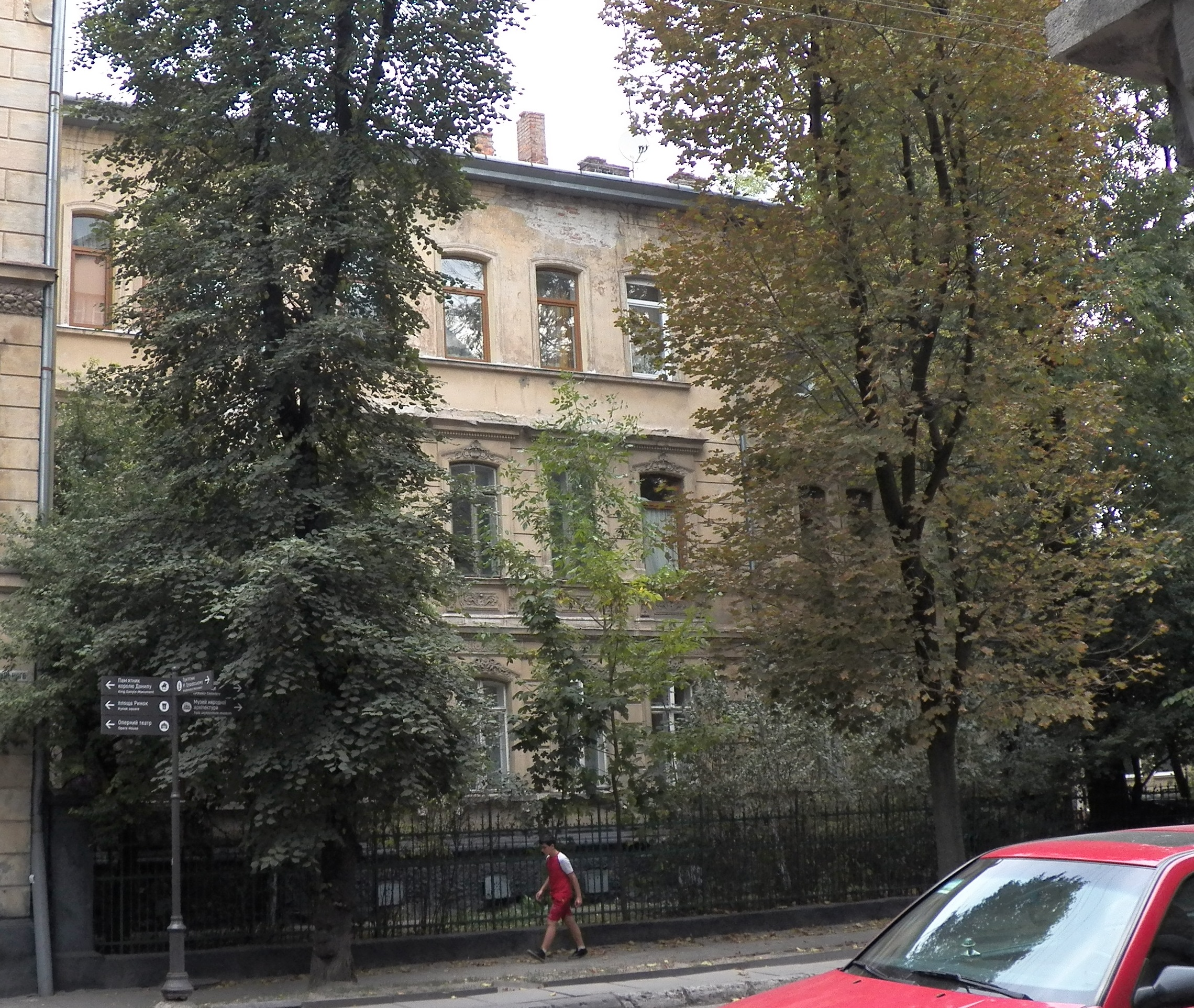
Własna willa Władysława Godowskiego wzniesiona w 1888 przy ul. Jana Kochanowskiego 23 we Lwowie

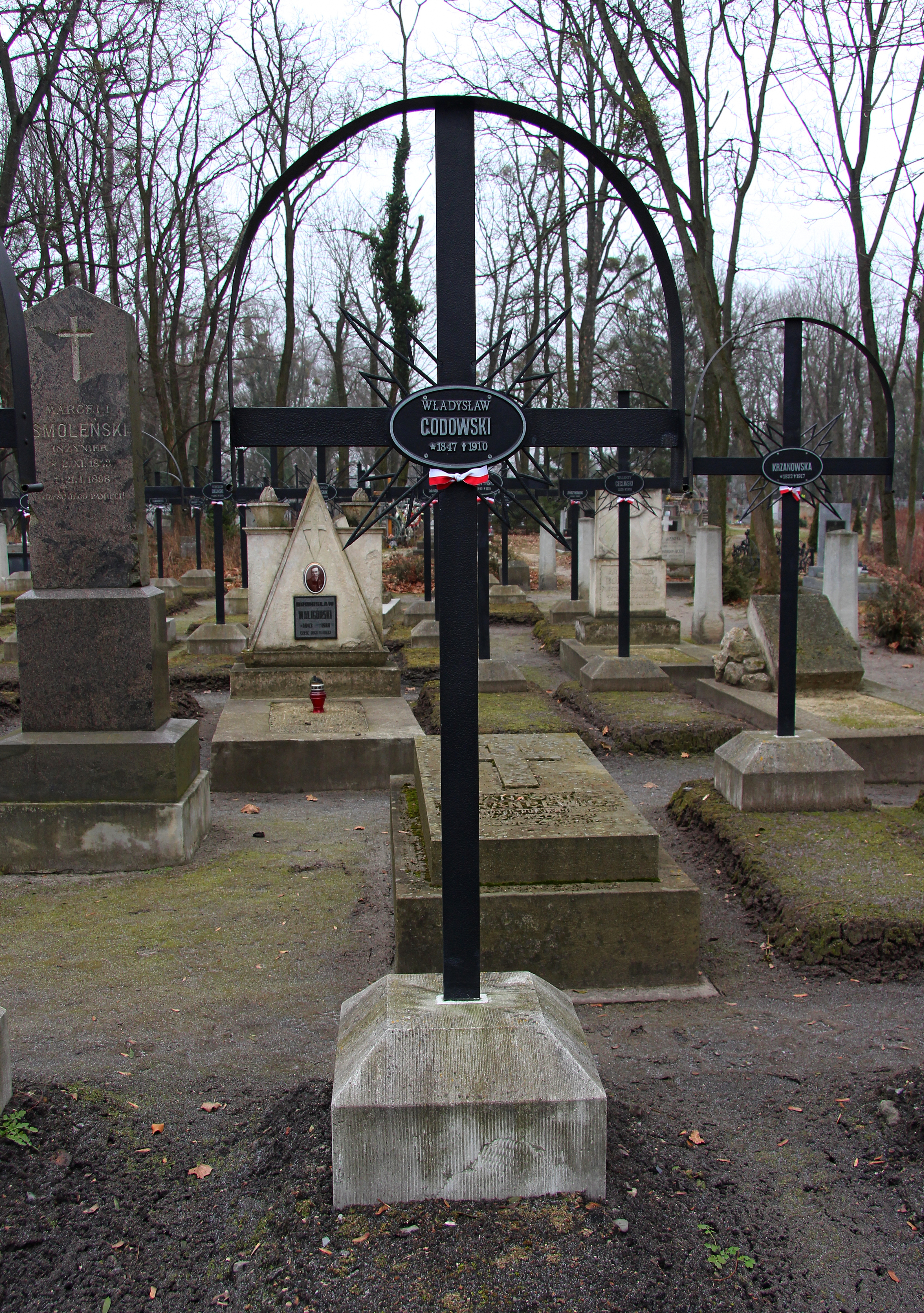
Grób Władysława Godowskiego

## Życiorys
W latach 1862–1868 studiował w Akademii Technicznej. Będąc słuchaczem studiów na tej uczelni w 1863 uczestniczył w powstaniu styczniowym. Był żołnierzem oddziału płk. Leona Czechowskiego, służąc w szeregach 2 kompanii karabinów kpt. Władysława Hempla. Został ranny w bitwie pod Hutą Krzeszowską 11 maja 1863. Po wyleczeniu służył w randze podoficera w kadrach jazdy wołyńskiej.
Po ukończeniu kształcenia praktykował i otrzymał uprawnienia architekta. Od 1886 należał do Polskiego Towarzystwa Politechnicznego we Lwowie. Wspólnie z Franciszkiem Skowronem projektował gmach Pałacu Sprawiedliwości, a z Feliksem Księżarskim i Sylwestrem Hawryszkewyczem – budynek galicyjskiego urzędu gubernatorskiego. Podczas przygotowań do Powszechnej Wystawy Krajowej w 1894 razem ze Stanisławem Hołoniewskim zaprojektował pod kierunkiem Franciszka Skowrona Pałac Sztuki. W 1888 wykonał projekt własnego domu, który stanął przy ulicy Kostii Lewyckiego 23. Od 1902 współpracował z biurem projektowym Jana Lewińskiego.
Został pochowany na Cmentarzu Łyczakowskim we Lwowie.
Był żonaty z Malwiny z domu Krammer, a ich synami byli Maurycy (1877-1952, nauczyciel, oficer, harcerz), Feliks (1878-1940, prawnik, oficer).

## Dorobek architektoniczny
- Budowa budynku Namiestnictwa Galicyjskiego przy ulicy Stefana Czarnieckiego (obecnie ul. Wołodymira Winniczenki 18), realizacja projektu Feliksa Księżarskiego i Sylwestra Hawryszkewyczam, 1877-1880.
- Własna willa przy ulicy Jana Kochanowskiego (obecnie ul. Kostii Lewyckiego 23), 1888.
- Gmach Sądu Kryminalnego (Pałac Sprawiedliwości, Pałac Sądownictwa, Pałac Justycji) na rogu pl. Halickiego i ul. Batorego we Lwowie, współautor: Franciszek Skowron, 1892.
- Pałac Sztuki na Powszechnej Wystawie Krajowej, współautorzy: Stanisław Hołoniewski, Franciszek Skowron, 1894.
- Kamienice przy ulicy Badenich (obecnie ul. Kondratija Rylejewa 7 i 9), wspólnie ze Stanisławem Hołoniewskim, 1897.
- Kamienica przy ulicy Na Bajkach/Ludwika Nabielaka (obecnie ul. Iwana Kotlarewskiego 20), 1902.
- Willa Antoniego Popiela przy ulicy Izaka Isakowicza (obecnie ul. Iwana Horbaczewskiego 6), 1902 (zburzona w 2013)